# Knapp Cabin
Pour les articles homonymes, voir Knapp.
La Knapp Cabin est une cabane américaine située dans le comté de Fresno, en Californie. Protégée au sein du parc national de Kings Canyon, elle est inscrite au Registre national des lieux historiques depuis le 20 décembre 1978.